# 信安街道
信安街道，是中华人民共和国浙江省衢州市柯城区所辖的一个街道。

## 下辖行政区
下辖：
斗潭社区、紫荆社区、迎和社区、书院社区、沙湾村、周庄村、鸡鸣村、东门村和北门村。